# Stanley Williams
Stanley Tookie Williams III. (29. prosince 1953, New Orleans, Louisiana, USA – 13. prosince 2005, věznice San Quentin, Kalifornie, USA) byl jeden ze zakladatelů amerického černošského gangu Crips. V roce 1979 byl zatčen za čtyřnásobnou vraždu, za kterou byl v roce 1981 odsouzen k trestu smrti. V roce 1993 u něho nastal obrat a stal se protigangovým aktivistou a zastáncem míru. Ve vězení se poté věnoval psaní knížek pro děti o škodlivosti života v pouličním gangu. V roce 2005 byl po 26 letech ve vězení popraven.

## Život před Crips
Narodil se v roce 1953 v jižanském městě New Orleansu. Žil se svou matkou na farmě jejích rodičů. V devíti letech se s matkou přestěhoval do Los Angeles, v kterém poznal tvrdou realitu života v černošském ghettu druhé poloviny 20. století. Po dokončení základní školy nastoupil na střední školu Johna C. Fremonta, ze které jej však brzy vyloučili. V pozdějším věku ho matka chtěla předat jeho otci, ten se však zřekl zodpovědnosti, a tak se pro něj stala rodinou ulice. Těsně před převozem do věznice San Quentin si vzal svou přítelkyni Bonnie, s kterou měli syna Trevona.

## Založení Crips
Žil na předměstí Los Angeles v západní části South Central. V roce 1968 potkal Raymonda Washingtona, který žil ve východní části South Central a společně založili gang na ochranu svých čtvrtí, původně zvaný "Cribs" (Baráky, Vily). Účelem bylo vytvořit silnou domobranu chráníci sousedy před malými pouličními gangy Los Angeles. V roce 1971 se gang přejmenoval na Crips. Od roku 1972 vedli Crips pouliční válku s novým gangem Bloods, který začal používat palné zbraně a tím se rozpoutalo násilí a zabíjení. Jeho přítel a spoluzakladatel Crips – Raymond Washington byl zavražděn v roce 1979 – ve věku dvacetipěti let. Oba nenáviděli zbraně, věřili v původní ideje gangu – boj a loupeže, ale jen pokud jde o přežití.

## Život ve vězení
V roce 1981 byl odsouzen k trestu smrti za loupež a čtyřnásobnou vraždu, kdy zavraždil čtyři zaměstnance obchodu 7-eleven. Z vazby byl převezen do věznice v San Quentinu. Ve vězení převzal kontrolu nad uvězněnými členy Crips a i nadále se choval podle pravidel gangu. Za své násilnosti byl během osmdesátých let poslán do izolace, na samotku, kde strávil následujících šest a půl roku mimo kontakt se spoluvězni. Během tohoto pobytu začal hodně číst a vzdělávat se ve filosofických a odborných textech. Právě tam poznal, že násilí nic neřeší a stal se zastáncem míru. Podle vězeňských záznamů již od roku 1993 neporušil ani jedno nařízení věznice a od roku 1995 přerušil kontakt s gangem Crips. Na konci devadesátých let začíná, s pomocí novinářky Barbary Cottman Becnelové, psát naučné knihy pro děti o škodlivosti gangů. Vydal celkem devět titulů během tří let. Těsně před posledním pokusem o odvolání popravy vydal své memoáry. Během svého přerodu stihl i smířit znepřátelené gangy Crips a Bloods, tyto gangy sice stále existují, ale jejich radikálnost a násilnost již není taková jako dříve. Jeho snaha vycházela z jeho přesvědčení o chybě, kterou udělal, když založil gang, který se změnil ve stroj na zabíjení. Za své aktivity byl nominován na Nobelovu cenu míru a na Nobelovu cenu za literaturu.

## Poprava
V prosinci 2005 zamítl guvernér Kalifornie Arnold Schwarzenegger odvolání a stanovil datum popravy. Ta byla provedena 13. prosince 2005 ve věznici San Quentin, kdy byl usmrcen injekcí se smrtelnou kombinací tří látek, i přes odpor tisíců protestujících před věznicí. Zemřel ve věku 51 let, po 26 letech ve vězení. Stal se tím dvanáctým popraveným v Kalifornii od znovuzavedení trestu smrti v roce 1992. Po popravě byl zpopelněn a jeho popel byl rozprášen v Jižní Africe.

### S Barbarou Cottman Becnelovou
- 1997
  - Gangs and Your Neighborhood
  - Gangs and Your Friends
  - Gangs and Weapons
  - Gangs and Wanting to Belong
  - Gangs and Violence
  - Gangs and the Abuse of Power
  - Gangs and Drugs

- 1998
  - Life in Prison

- 1999
  - Gangs and Self-Esteem: Tookie Speaks Out Against Gang Violence

### Sám
- 2005
  - Blue Rage, Black Redemption: A Memoir